# Organisation non gouvernementale environnementale
Une organisation non gouvernementale environnementale est une organisation non gouvernementale (ONG) s'occupant d'environnement.
Comme toute ONG, une organisation non gouvernementale environnementale peut être locale, nationale ou transnationale.
Les organisations non gouvernementales environnementales sont des organisations indépendantes des gouvernements dédiées à la connaissance, protection, restauration ou gestion de l'environnement, sur un territoire et des sujets précisés par leurs statuts. Elles sont devenues un nouveau paradigme de la société civile.
Les organisations non gouvernementales environnementales sont devenues des partenaires pour de nombreux États et institutions telles que l'ONU. Mais elles s'opposent parfois à certaines activités ou projets des États, peuvent avoir un rôle de lanceur d'alerte, de contributeur aux évaluations environnementales.
L'environnement ne s'arrêtant pas aux frontières administratives et étant par essence holistique, les ONGE ont souvent des approches transversales et de larges échelles de travail. Leurs centres d'intérêt peuvent être thématiques (Tela Botanica par exemple couvre le thème de la botanique francophone) ; certaines associations vont concentrer leur travail sur la mer, les déserts, les forêts, les montagnes ou les zones humides), le droit de l'environnement, le développement soutenable et l'environnement, ou vont concentrer leur activité sur une zone biogéographique précise.
La biodiversité intégrant une dimension scientifique forte, beaucoup d'ONGE jouent aussi un rôle de "société savante" ou montent des projets de sciences citoyennes ou de science participative, en partenariat avec le monde scientifique.Certaines ONGE, sont très généralistes et travaillent à l'échelle de toute la planète (WWF par exemple). La plupart ont aussi des programmes de formations, information, sensibilisation et promeuvent l'écocitoyenneté. Certaines ont suscité la création d'écolabels ou écosociolabels (FSC par exemple, pour la forêt). Greenpeace s'est toutefois retiré récemment du FSC après avoir constaté des manquements à leur cahier des charges dans certains pays.

## Enjeux, objectifs
Ils varient selon l'ONG, mais incluent généralement ;
- la création de relations de partenariat avec des entités responsables telles que gouvernements, autorités locales ou d'autres organisations s'occupant d'environnement, de santé environnementale, etc ;
- des missions d'assistance (par exemple dans le domaine de la forêt, de la protection des sols agricoles, pour une gestion durable et maximisée des ressources naturelles locales et globales ;
- des apports de solutions environnementales (mise ou point, test ou amélioration de solutions) pour mieux répondre à des problèmes de pollution ou de surexploitation ou destruction de ressources naturelles tels que la surpêche ou la déforestation ;
- l'ingénierie de projets environnementaux, adaptés aux enjeux des aires considérées[3] ;
- un relai pour les lanceurs d'alerte, par exemple sur des sujets émergents (les risques et dangers liés au changement climatique, à la perte accélérée de Biodiversité (sauvage ou domestiquée, remarquable ou banale), le risque nucléaire, les risques posés par les armes chimiques et leurs séquelles, les risques posés par les OGM ou les nanotechnologies, la surexploitation des ressources naturelles, les espèces invasives, certains massacres d'animaux (phoques, dauphins, baleines, mustélidés...), l'empreinte écologique trop élevée, ont été médiatisés et illustrés, pour partie grâce aux ONGE) ;
- une force de proposition, de négociation et jurisprudentielle en faveur de nouvelles normes environnementales, nationales ou internationales, permettant une amélioration du droit de l'environnement. Ainsi, certaines directives européennes ou processus innovants tels que le Grenelle de l'environnement en France, sont au moins en partie ou en grande partie suscités par des ONGE[4] ;
- l'analyse critique ou l'évaluation environnementale de politiques gouvernementales...

Les effets sociaux, économiques, et environnementaux qu'une ONGE peut avoir sur une région ou dans le monde diffèrent de ceux que les États et autres institutions peuvent avoir, car l'ONG peut s'appuyer sur d'autres réseaux, d'autres motivations, le travail de milliers de bénévoles, et agir en dehors des processus formalisés auxquels les gouvernements et États ou d'autres institutions gouvernementales sont tenues.

## Financements
Par définition, les ONG ne dépendent pas de fonds gouvernementaux, bien que certaines ont des statuts les autorisant à accepter ou solliciter des subventions, à certaines conditions, dans le cadre des projets définis par leur conseil d'administration.
Les fonds proviennent souvent des adhérents et du tissu associatif local, de dons privés ou de fondations et parfois de corporations ou d'institutions (ONU, Union européenne, Agences..).

Les ONG peuvent faire des appels de fonds spéciaux, pour répondre spécifiquement à un problème ou à une crise.
L'origine (locale ou non, publique ou privée...) et l'importance des fonds levés par les ONG influent sur leur mode et durée d'utilisation, notamment quand une ONG souhaite coopérer avec des acteurs tels que les États ou entreprises ou au contraire contester leurs actions. Certains auteurs estiment que l'origine privée ou non privée des fonds d'une ONGE influence et affecte la façon dont elle abordera les questions environnementales.

## Modalité d'action
Au cours du XXe siècle, les approches ont beaucoup évolué, passant d'une stratégie de connaissance et protection de protection d'espèces et d'habitats naturels (réserves naturelles, parcs nationaux) à une approche privilégiant à la fois la réalisation de réseaux écologiques (remaillage des territoires par un réseau minimal et écologiquement cohérent de corridors biologiques, et l'implication active des communautés locales pour la protection et restauration de leur environnement (réserve de la biosphère, développement intégré). La perception des questions environnementales par le public et les ONGE a évolué. D Potteur, définissait au milieu des années 1990 un problème environnemental comme un changement dans l'environnement physique, issu des interférences de l'Homme avec la nature, et qui est perçu comme inacceptable au regard d'une ensemble de normes ou principes partagés par une grande partie de la population .
Avec le temps, les ONGE sont devenues des partenaires reconnus et plus ou moins écoutés des États démocratique. De grandes institutions telles que L'ONU ou la Commission européenne recueillent leurs avis ou leurs propositions. Ainsi, à titre d'exemple, en 2009 la commission européenne a-t-elle souhaité rencontrer les ONGE françaises avant de faire son point annuel avec la France sur les infractions de cet État au droit européen de l'environnement, afin d'écouter leur point de vue
Malgré les efforts des ONGE et de nombreux autres acteurs, le constat dressé en 2010 lors de la conférence mondiale sur la biodiversité à Nagoya est que les stratégies mises en place par les États ont globalement échoué à stopper la perte de biodiversité pour 2010.

## Quelques exemples d'ONG connues
- WWF,
- Greenpeace,
- Worldwatch Institute
- Conservation International
- Sea Shepherd Conservation Society